# Hatvani kistérség
A Hatvani kistérség egy kistérség volt Heves megyében 2012. év végéig, központja Hatvan volt. 2013. január 1-jétől szerepét az újjáalakult Hatvani járás vette át.

## Települései
| Apc         | Boldog           | Csány        | Ecséd   | Hatvan       |
| Heréd       | Hort             | Kerekharaszt | Lőrinci | Nagykökényes |
| Petőfibánya | Rózsaszentmárton | Zagyvaszántó |         |              |